# 맹세창
맹세창(1991년 11월 13일 ~ )은 대한민국의 배우이다.

## 학력
- 선일초등학교 (졸업)
- 대성중학교 (졸업)
- 대성고등학교 (졸업)
- 국민대학교 국어국문학과 (학사)

## 경력
- 2011년 ~ 2013년 비오엠 멤버

## 생애
1998년 CF 광고 모델 첫 데뷔한 그는 신장은 170cm이고 체중은 60kg이며, 2011년에 비오엠[R&B 보컬 그룹 멤버]로 잠시 활동한 적이 있었다.

## 연기 활동

### 영화
- 2000년 《주노명 베이커리》 ... 박준호 역
- 2003년 《국화꽃 향기》 ... 동현 역
- 2003년 《화성으로 간 사나이》 ... 어린 이승재 역 (신하균 : 이승재 아역)
- 2003년 《원더풀 데이즈》 ... 어린 수하 역 (더빙, 최지훈) 아역)
- 2005년 《6월의 일기》 ... 장준하 역
- 2014년 《국제시장》 ... 한국인 광부 4 역
- 2016년 《수색역》 ... 윤석 역
- 2018년 《오장군의 발톱》 ... 오장군 역
- 2019년 《파도치는 땅》 ... 도진 역

### 드라마
- 1998년 SBS 《순풍산부인과》 ... 미달이 친구 남재삼 역
- 1998년 SBS 《포옹》
- 1999년 KBS2 《전설의 고향 - 제6화 오세암》 ... 무상 역
- 1999년 MBC 《남자 셋 여자 셋》 ... 자해공갈간 아들 맹세창 역
- 2000년 MBC 《MBC 베스트극장 393회 - 아무도 나를 사랑하지 않는다》
- 2000년 KBS2 《꼭지》 ... 배경구 역
- 2000년 KBS1 《태조 왕건》 ... 어린 궁예 역 (김영철 아역)
- 2000년 SBS 《자꾸만 보고싶네》 ... 김이강 역
- 2000년 MBC 《세 친구》 ... 박상면 역 (박상면 아역)
- 2000년 MBC 《점프》 ... 최세창 역 (중도 하차)
- 2001년 MBC 《아빠, 나, 엄마, 그리고 아빠의 애인》 ... 한상호 역
- 2001년 MBC 《상도》 ... 어린 임상옥 역 (이재룡 아역)
- 2002년 KBS2 《드라마시티 - 나의 가장 사랑스러운 적》 ... 원태 역
- 2002년 MBC 《선물》 ... 김윤식 역
- 2002년 KBS2 《첨성대의 달》 ... 훈식 역
- 2002년 SBS 《대망》 ... 박재영 역 (장혁 아역)
- 2003년 KBS1 《무인시대》 ... 최항 역
- 2003년 SBS 《술의 나라》 ... 서준 역 (김재원 아역)
- 2004년 MBC 《형님이 돌아왔다》 ... 영호 역 (지진희 아역)
- 2005년 KBS2 《드라마시티 - 구절리로 떠나다》
- 2006년 MBC 《누나》 ... 윤영주 역
- 2007년 SBS 《강남엄마 따라잡기》 ... 최진우 역
- 2008년 KBS2 《쾌도 홍길동》 ... 곰이 역
- 2008년 KBS2 《태양의 여자》 ... 어린 차동우 역 (정겨운 아역)
- 2010년 KBS1 《전우》 ... 권오성 역
- 2012년 채널A 《K-팝 최강 서바이벌》 ... 장태권 역
- 2013년 MBC 《세상에서 가장 위대한 일》 ... 보현 역
- 2013년 MBC 《MBC 드라마 페스티벌 - 이상 그 이상》 ... 어린 수영 역 (조민기 아역)
- 2015년 웹드라마 《스타트 러브》 ... 나석 역
- 2016년 SBS 《사랑이 오네요》 ... 장한솔 역
- 2017년 SBS 《사랑은 방울방울》 ... 송주성 역
- 2018년 채널A 《커피야 부탁해》 ... 이동구 역

### 연극
- 2015년 《연애의 정석》

## 연기 외 활동

### 텔레비전 프로그램
- 2010년 MBC 《스타오디션 위대한 탄생》[1]
- 2011년 MBC 《출발드림팀 시즌 2》 (96회, 9월 4일 / 110회, 12월 11일) ... 게스트 (BoM 리더)
- 2012년 MBC 《놀러와》 (376회, 2월 13일) ... 게스트
- 2012년 KBS2 《퀴즈 대한민국》 (460회, 3월 4일 / 467회, 4월 29일) ... 게스트
- 2017년 KBS2 《노래싸움 승부》

### 광고
- 2000년 오리온 투유 초콜릿 (Y2K 마츠오 코지, 조윤희와 함께 출연)
- 2000년 CJ제일제당 레또 햄버그스테이크
- 2000년 대한항공
- 2003년 아인스학원
- 2006년 농심 땅콩꽈배기, 꿀꽈배기
- 2008년~2010년 좋은책신사고[2][3]

## 수상 및 후보
| 연도 | 시상식       | 부문               | 작품                          | 결과 |
| ---- | ------------ | ------------------ | ----------------------------- | ---- |
| 1999 | KBS 연기대상 | 남자 청소년 연기상 | 전설의 고향 - 1999년 - 오세암 | 후보 |
| 2002 | KBS 연기대상 | 남자 청소년 연기상 | 첨성대의 달                   | 수상 |
| 2007 | SBS 연기대상 | 남자 아역상        | 강남엄마 따라잡기             | 후보 |